# Palicourea ottohuberi
Palicourea ottohuberi är en måreväxtart som beskrevs av Joseph Harold Kirkbride. Palicourea ottohuberi ingår i släktet Palicourea och familjen måreväxter. Inga underarter finns listade i Catalogue of Life.